# Lokomobile

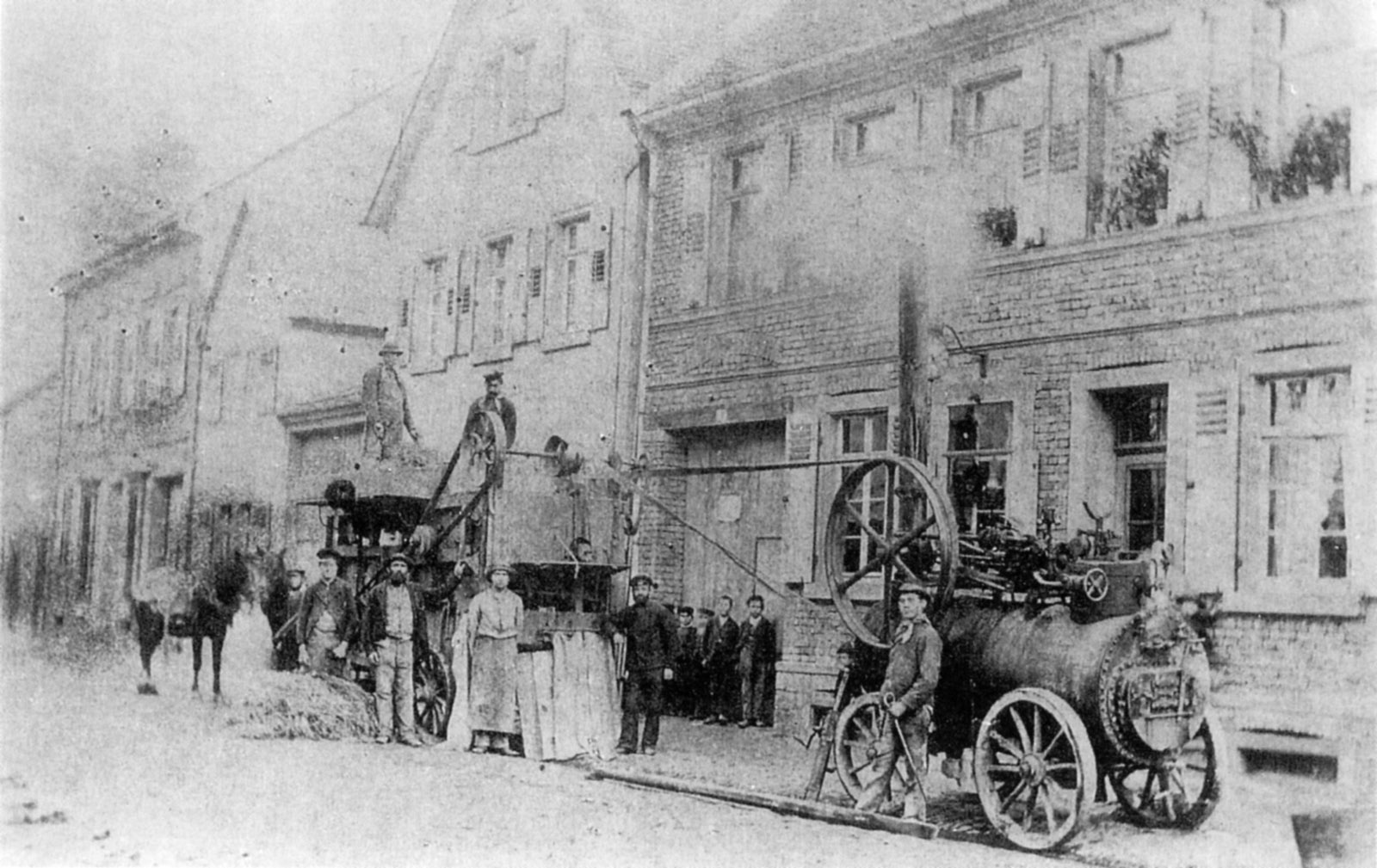
Eine Lokomobile als Antrieb einer Dreschmaschine in Groß-Gerau am Ende des 19. Jahrhunderts

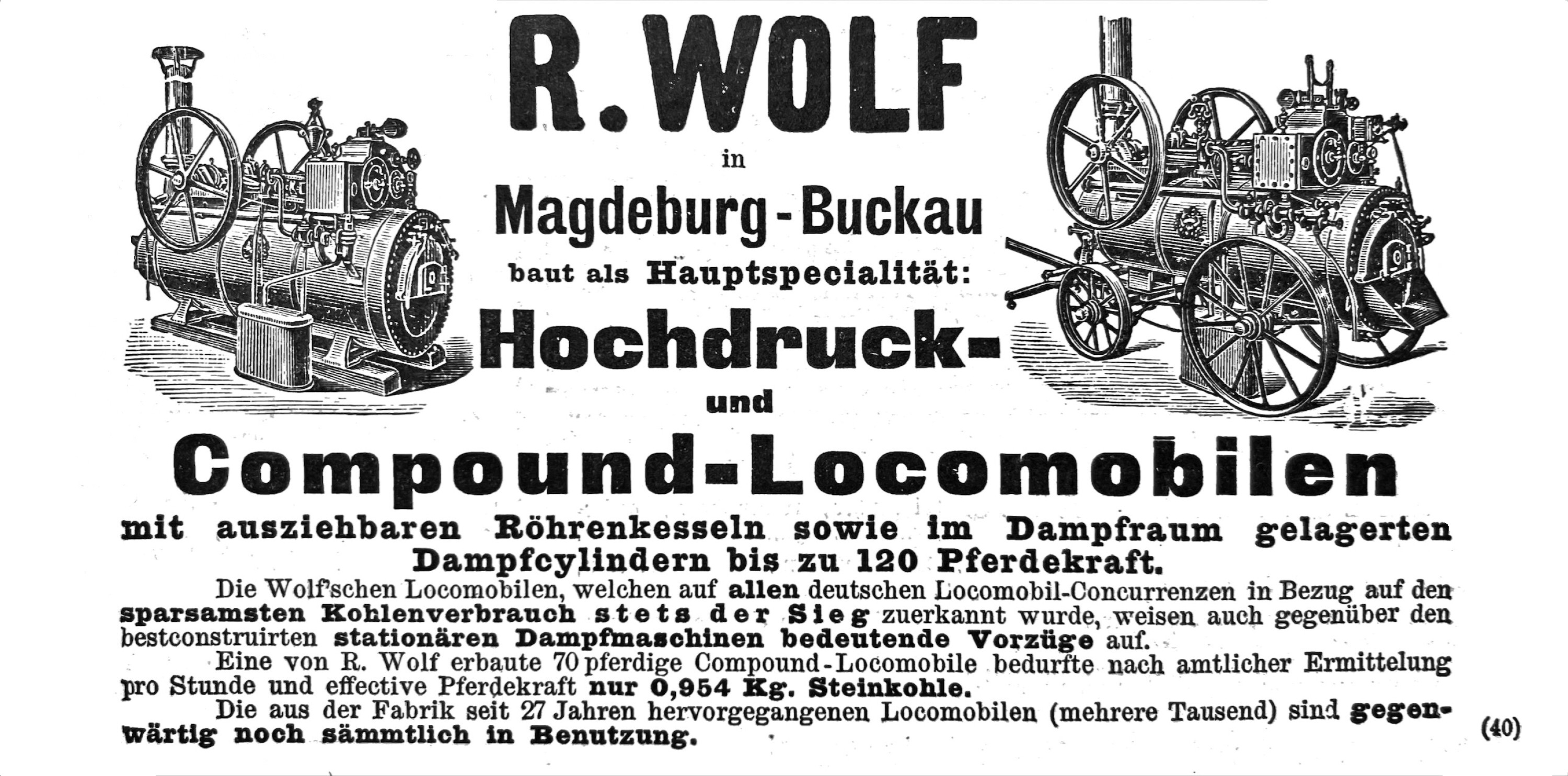
Werbeanzeige für Hochdruck- und Compoundlokomobile von 1890 der Firma R. Wolf

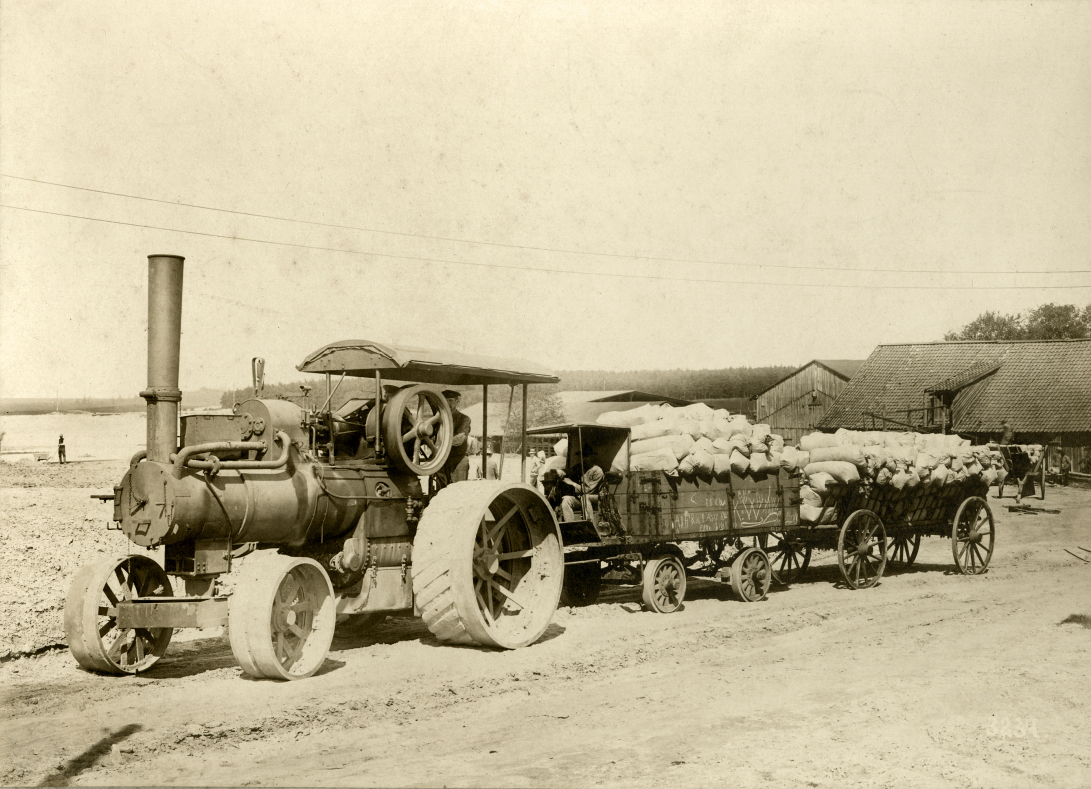
1900–1913, Einsatz in einem Kieselgurbetrieb

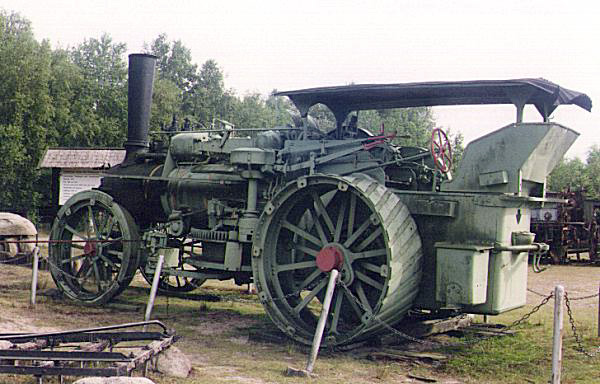
Selbstfahrende Lokomobile, eine Pfluglokomotive

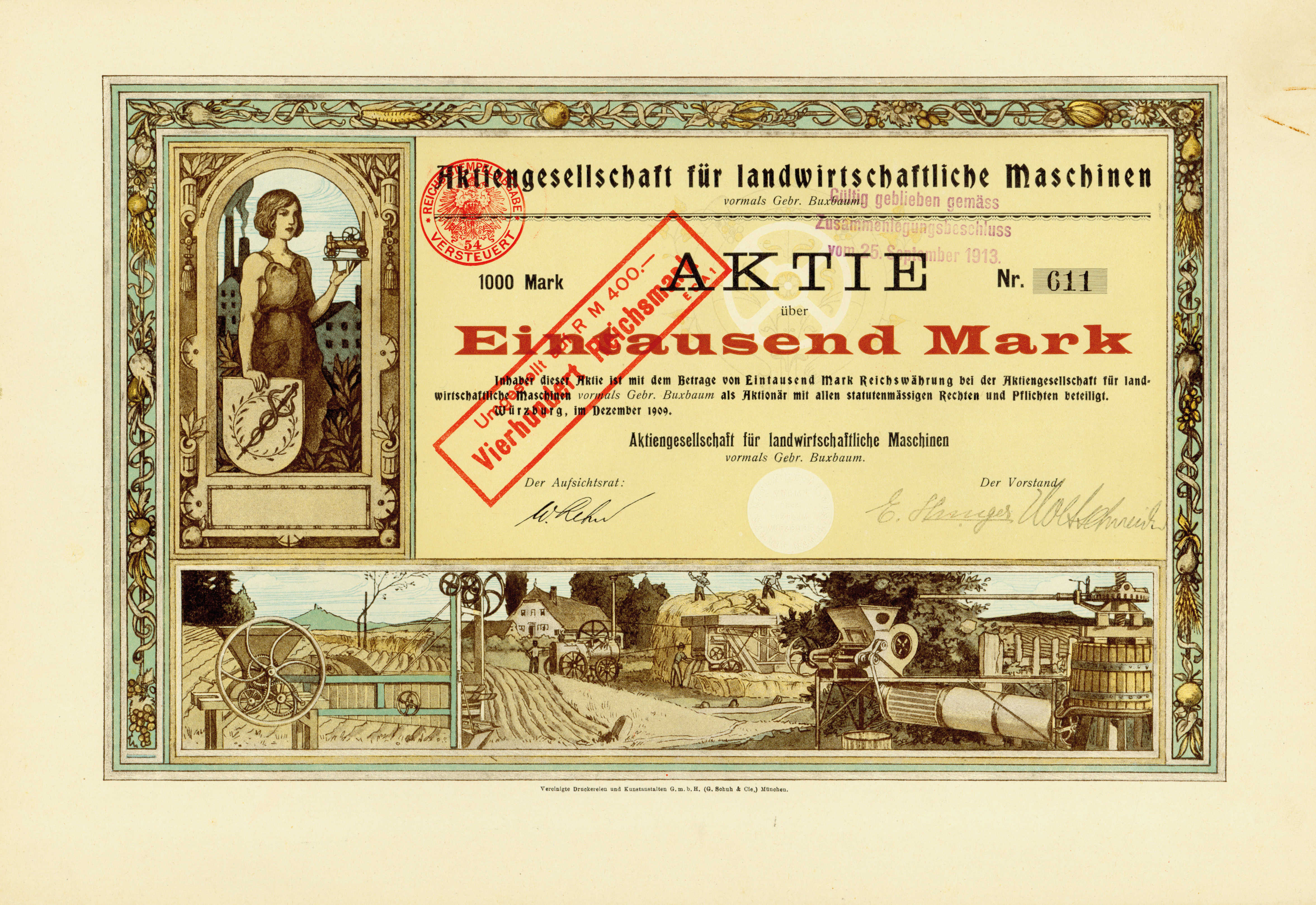
Darstellung einer Lokomobile mit einer Dreschmaschine auf einer Aktie der AG für landwirtschaftliche Maschinen vormals Gebr. Buxbaum vom Dezember 1909

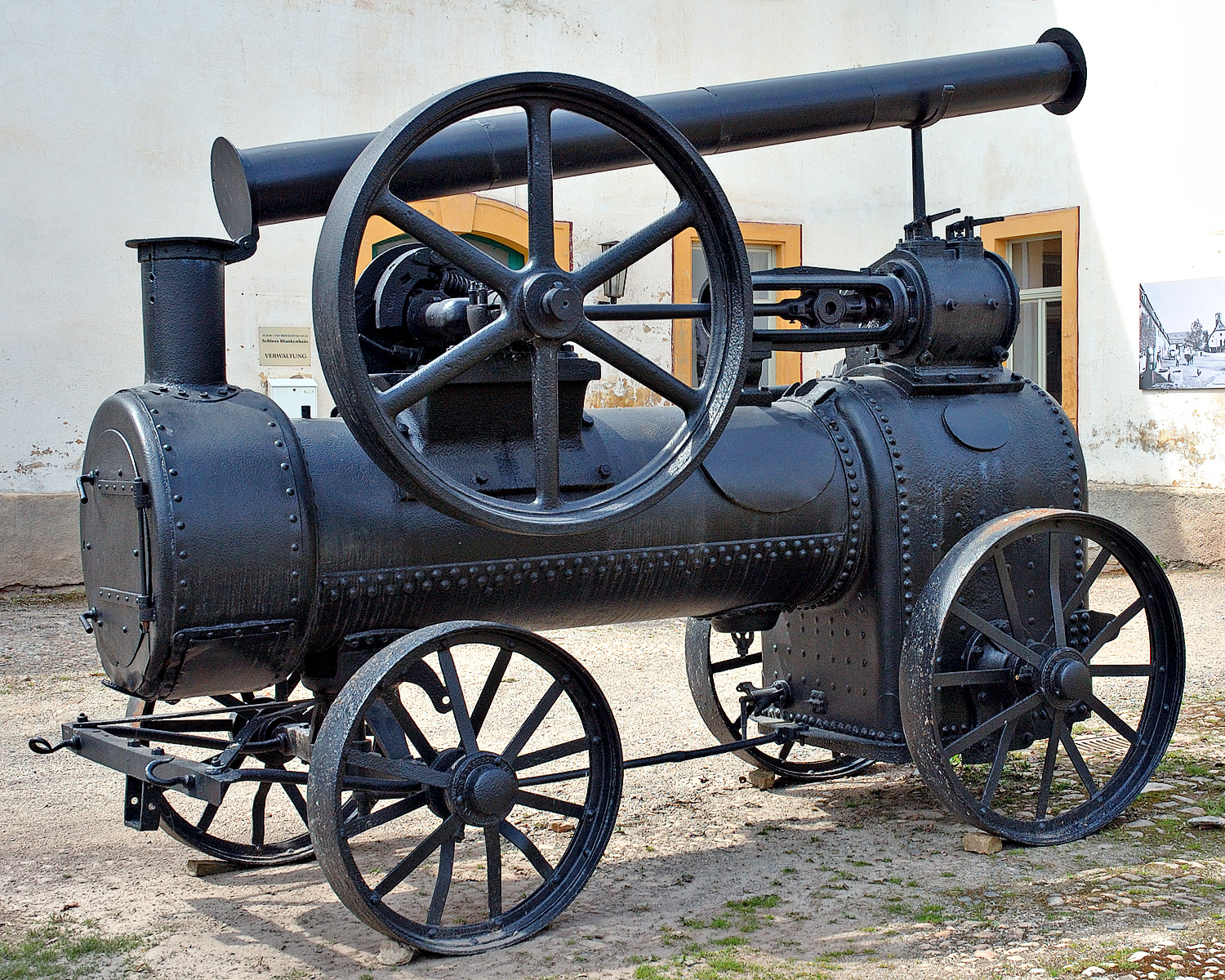
Dampflokomobile

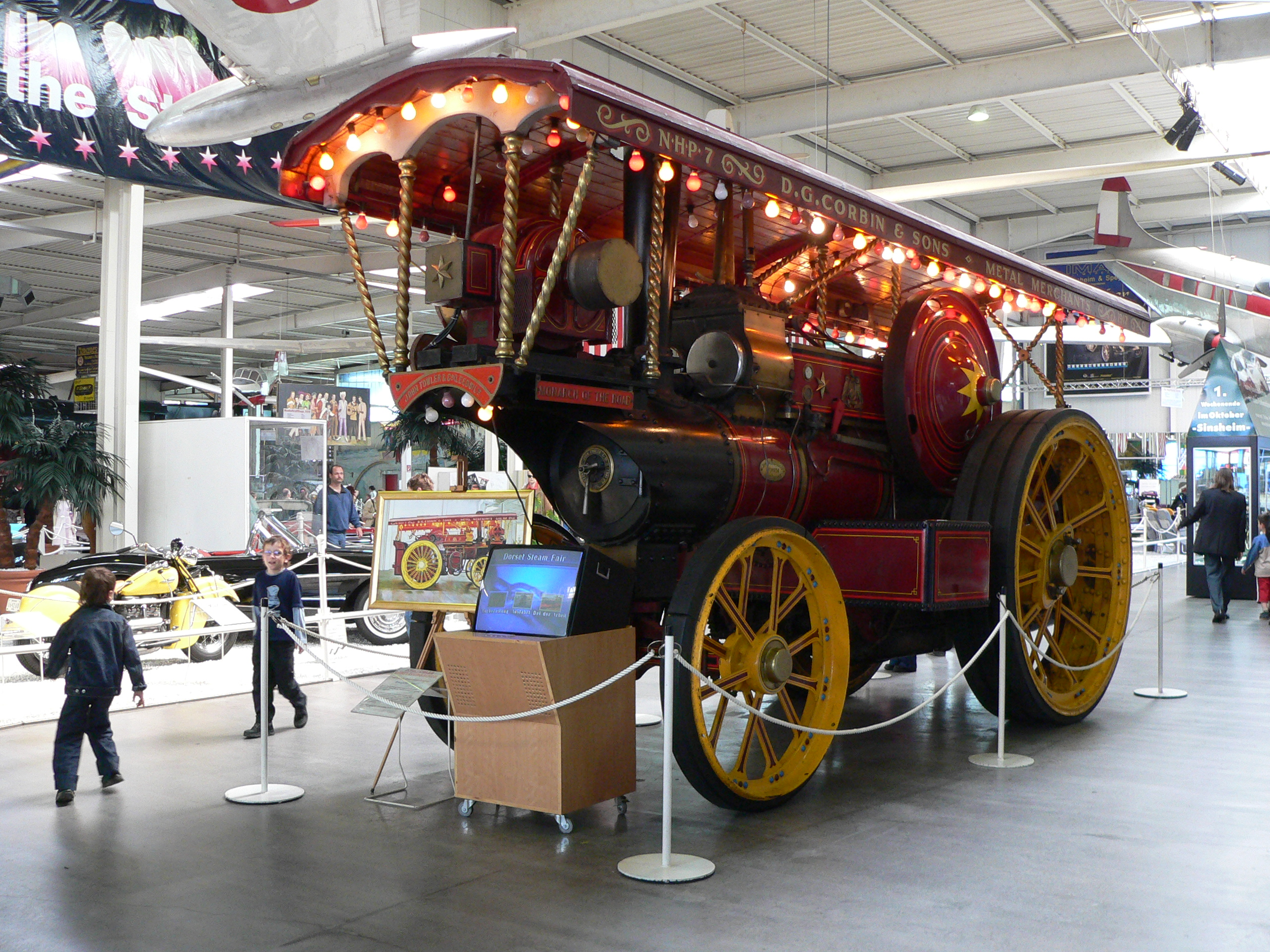
Fowlers Monarch of the Road, eine selbstfahrende Lokomobile mit Generator zur Stromversorgung z. B. für das Schaustellergewerbe

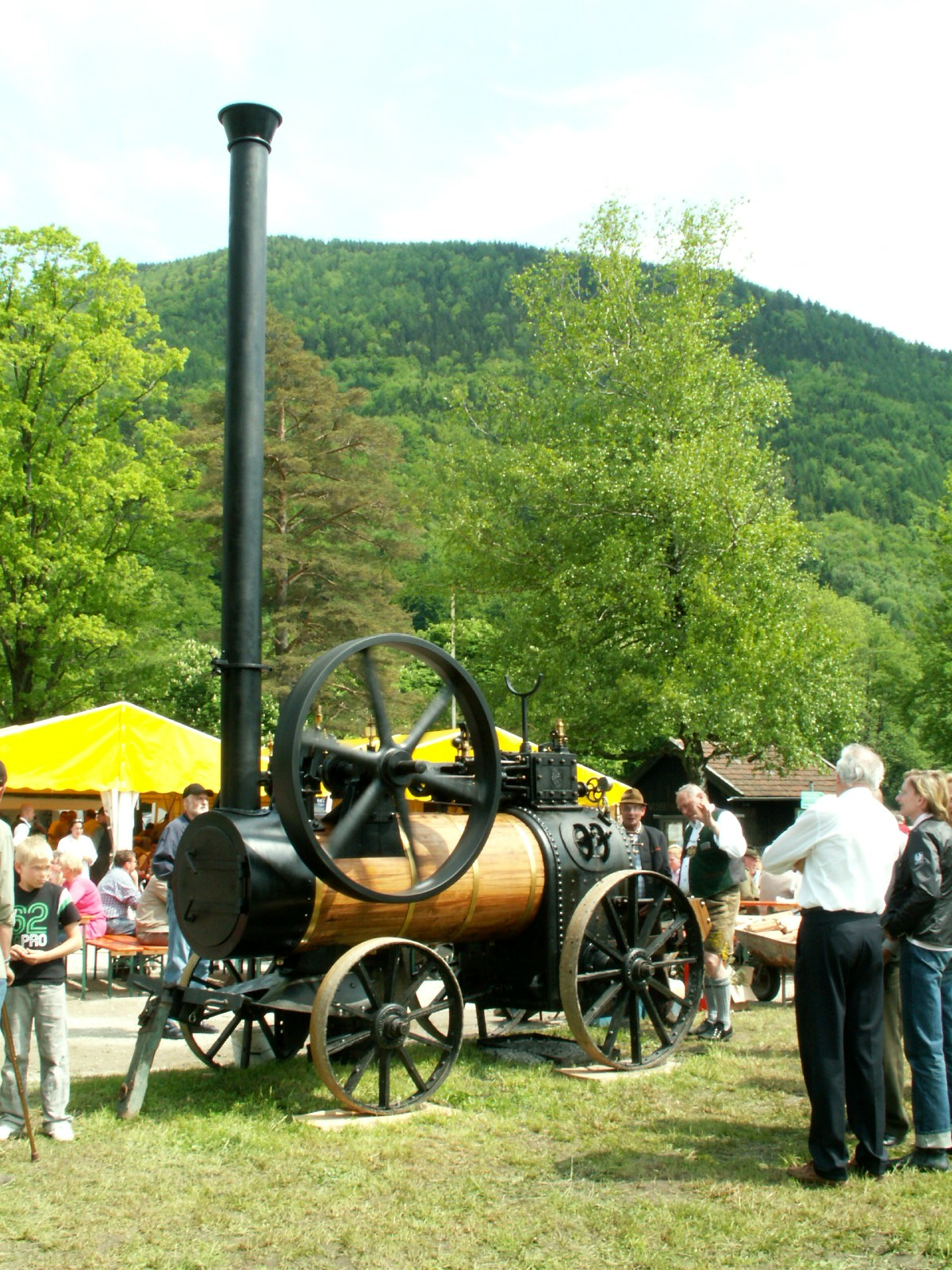
Bewegliche Dampfmaschine (1908) auf einer historischen Ausstellung

Eine Lokomobile (sing./fem., vgl. Lokomotive, von lateinisch locus: Ort und mobilis: beweglich), auch als Portable oder heute auch als Lokomobil (neutr.) bezeichnet, ist eine Dampfmaschinenanlage in geschlossener Bauform, bei der alle zum Betrieb der Anlage erforderlichen Baugruppen (Feuerung, Dampfkessel, Steuerung sowie die gesamte Antriebseinheit, bestehend aus Zylinder(n), Kolben, Kurbelwelle und Schwungrad mit Riemenscheibe) auf einer gemeinsamen Plattform montiert sind.
Lokomobilen konnten ortsbeweglich und ortsfest montiert werden. Im Gegensatz zum Automobil waren Lokomobilen in ihrer Grundform nicht „auto-mobil“, also selbstfahrend – der Begriff „mobil“ bedeutet nur, dass die Anlage Räder hat und somit zumindest passiv bewegt werden kann. Das bedeutete, dass sie mit Pferden oder Ochsen zu den jeweiligen Einsatzstellen gezogen wurden.
Später gab es jedoch auch eine ganze Reihe verschiedener selbstfahrender Lokomobilen, beispielsweise Dampfstraßenwalzen, Dampfpflüge, Dampftraktoren, Eislokomotiven sowie kleinere Dampfboote. Oft werden Lokomobilen auch als Straßenlokomotiven bezeichnet.
Weltweit kamen Lokomobilen vor allem in der Landwirtschaft und bei großen Tiefbauvorhaben zum Einsatz. Stationär eingesetzt im Bergbau erzeugten sie Druckluft für die Bohrhämmer und Strom zur Grubenbeleuchtung. Die seitlichen Schwungräder trieben Förderseile oder Pumpengestänge an, mit denen die Gruben gesümpft wurden.

## Geschichte
Mit Lokomobilen wurden in der beginnenden Industrialisierung landwirtschaftliche Betriebe (zum Antrieb der Dreschmaschine) sowie Kleingewerbebetriebe mechanisiert. Im Zuge der Elektrifizierung wurden auch kleine Kraftwerke mit Lokomobilen betrieben (siehe z. B.: Kraftwerk Forach). Im Gegensatz zu großen Anlagen in aufgelöster Bauweise, also mit separatem Kesselhaus und getrennt aufgestellten Maschinen, konnten die kompakten Lokomobilen verhältnismäßig leicht transportiert werden.
Nach einigen verschiedenen Anläufen, die bestmögliche Bauform zu finden, wurden schließlich die meisten Maschinen mit oberhalb des horizontal liegenden Kessels angebrachtem Antrieb gefertigt. Diese Bauform war auch der Durchbruch für die selbstfahrenden Lokomobilen, da der Kessel in verstärkter Bauweise eine separate Plattform erübrigte und alle Komponenten der Maschine auf ihm Platz fanden.
In der beginnenden Industrialisierung ab 1850, wo oft die Kraft aus den Wasserrädern für die neuen Maschinen nicht mehr ausreichte, wurden von Kraftverleihern Lokomobilen vermietet. Sie übertrugen die Kraft über Flachriemen auf die vorhandene Transmission in die Fabrikhallen hinein.
Die erste Landstraßen-Lokomobile wurde 1804 in den USA von Oliver Evans gebaut, die Verwendung einer Lokomobile verbesserte den Mühlenantrieb. Auch in der Landwirtschaft kamen Lokomobilen von etwa 1810 bis in die 1970er Jahre zum Einsatz, auf abgelegenen Höfen sind bis heute einzelne Anlagen noch in Betrieb.

## Herausragende Lokomobile
Lanz
1910 baute Lanz seine 25.000. Lokomobile mit der damals sensationellen Leistung von 1000 PS netto. Sie war die bis dahin größte Lokomobile der Welt, wurde anlässlich der Weltausstellung in Brüssel gebaut, sorgte als Antrieb eines Generators während der sechs Monate (tagsüber) für den erforderlichen Strom und erhielt für diese Leistung drei Grand-Prix-Goldmedaillen. Nachts arbeitete eine 800-PS-Lokomobile der Maschinenfabrik Buckau R. Wolf.
Technische Daten:
- Name: Lanz’sche 1000-pferdige Heißdampf-Ventil-Lokomobile mit Dynamomaschine direkt gekuppelt
- Arbeitsweise: Heißdampf-Verbundlokomobile (Compoundlokomobile) mit Ventilsteuerung, System Lentz
- Dauerleistung: 1000 PS, Höchstleistung über eine Stunde: 1150 PS
- Durchmesser Hochdruckzylinder: 560 mm
- Durchmesser Niederdruckzylinder: 970 mm
- Kolbenhub beide Zylinder: 550 mm
- Nenndrehzahl: 215/min
- Heizrohrkessel mit zwei Feuerbüchsen und je einem ausziehbaren Röhrenkessel, ein zusätzlicher nicht ausziehbarer Röhrenkessel
- Rostfläche: 3,7 m², wasserberührte Siederohrfläche: 214 m²
- Überhitzerfläche: 73 m² über Flachrohre
- durchschn. Heißdampftemperatur: 350 Grad Celsius
- eingebaute Kondensation zur Minimierung des Wasserverbrauchs
- mittlerer Kohleverbrauch: 0,5 kg pro PS und Stunde

Die Lokomobile trieb einen Generator der AEG.
- Gewicht des Ankers: 7500 kg (direkt auf der Kurbelwelle der Lokomobile montiert)
- Spannung: 230 V, Umschalten auf 460 V möglich
- Leistung: 735 kW bei 215/min
- Hilfspole zur Leistungsregelung von 0 bis 100 % Leistung

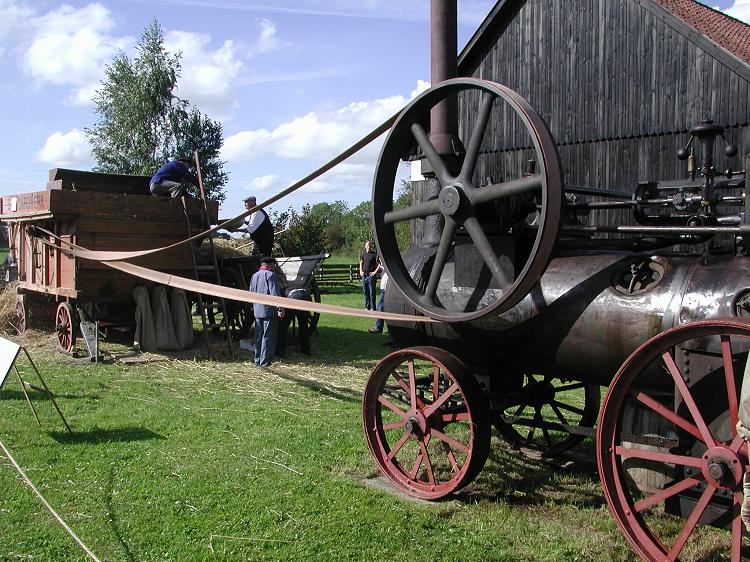
Lanz-Lokomobile bei der Moorseer Mühle im Einsatz an einer Dreschmaschine

Beim Museum Moorseer Mühle in Nordenham-Moorsee ist in jedem Jahr am Dampftag und beim Mühlenfest eine Lanz-Lokomobile aus dem Jahr 1911 in Betrieb zu sehen. Sie wiegt gut fünfeinhalb Tonnen und leistet 26 PS. Diese restaurierte „Kolonialausführung“ wurde 1989 aus Guatemala reimportiert, wo sie ein Sägewerk betrieben hatte. Eine ähnliche Lokomobile benutzte der Müllermeister der Moorseer Mühle, um Getreide zu mahlen. 1908 wurde sie durch eine stationäre Dampfmaschine ersetzt.
weitere Hersteller
Ein weiterer bedeutender Lokomobilhersteller war die 1866 im ostwestfälischen Wellentrup gegründete Firma Ottomeyer. Ihre Spezialität war der Bau von Pfluglokomotiven auf Basis anderer Hersteller (Fowler, Henschel, Heucke, Rheinmetall, ASTO, Kemna), die durch konstruktive Verbesserungen zu den leistungsfähigsten Lokomobilen aller Zeiten wurden.

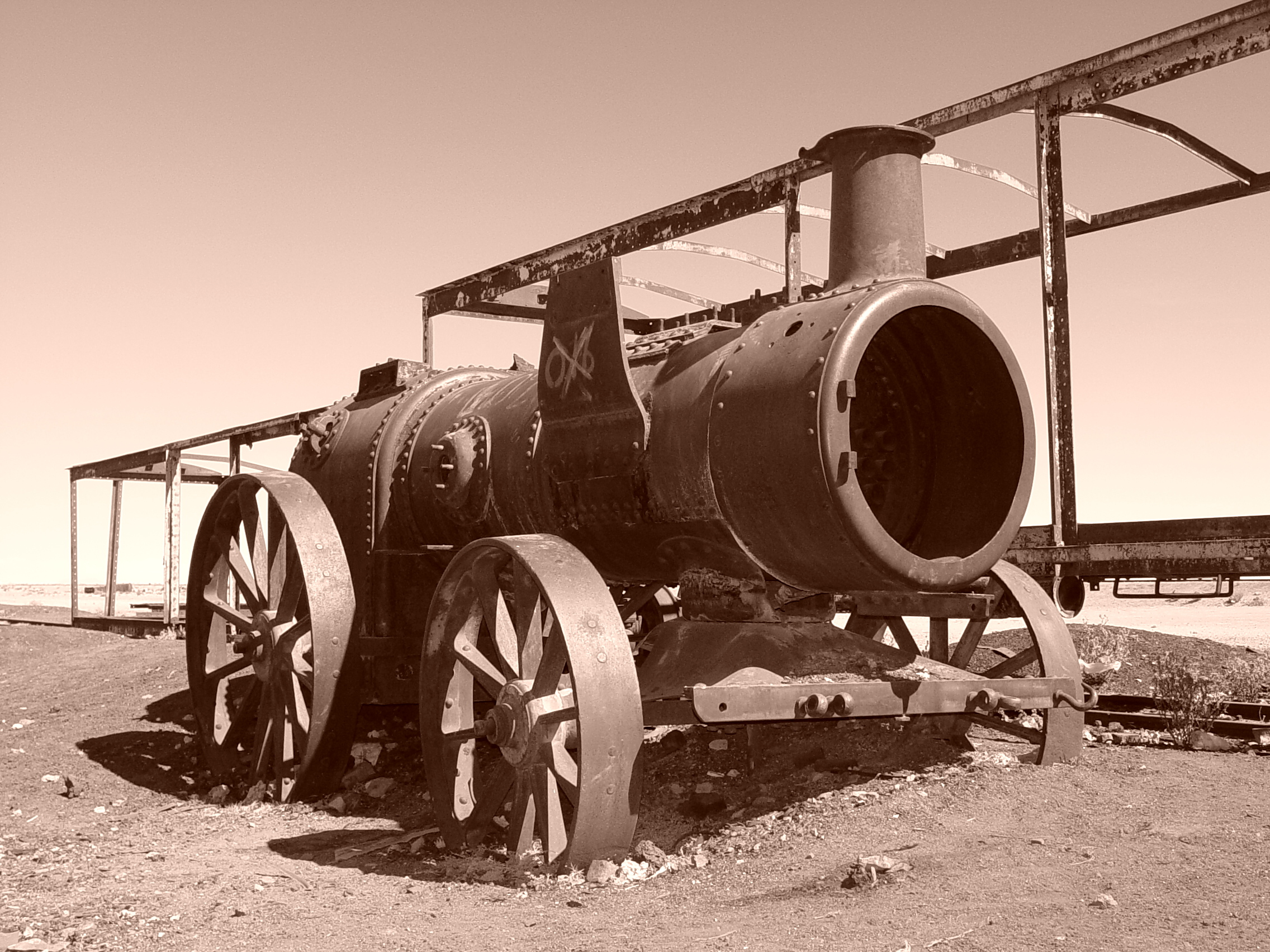
Lokomobil auf dem Eisenbahnfriedhof Uyuni, Bolivien

Vor dem Agrarmuseum Wandlitz, seit den 2010er Jahren Barnim Panorama, steht ein restaurierter Dampfpflug als Schaustück des Museums.